# 若泽·曼努埃尔·基纳
若泽·曼努埃尔·基纳（葡萄牙語：José Manuel Quina，1934年10月3日—），葡萄牙男子帆船运动员。他曾代表葡萄牙参加1960年、1968年和1972年夏季奥林匹克运动会帆船比赛，其中1960年奥运会获得一枚银牌。

## 家庭
哥哥马里奥·基纳。